# Vladimir Ivanovič Aladinski
Vladimir Ivanovič Aladinski (rusko Владимир Иванович Аладинский), sovjetski general, * 1901, † 1971.

## Življenjepis
Med drugo svetovno vojno je poveljeval naslednjim enotam: 12. bombniški letalski diviziji (1941), 3. mešanemu letalskemu korpusu (1942-43), 1. gardnemu mešanemu letalskemu korpusu (1943-44) in 2. daljinski letalski armadi.